# Tradition
Pour l’article homonyme, voir Tradition (christianisme).
La tradition est l'ensemble des connaissances et des pratiques qui sont transmises de génération en génération, le plus souvent de manière orale, mais aussi par la conservation et l'imitation de coutumes, de comportements, de modèles et d'exemples. Il s'agit d'une forme d'héritage immatériel.
La transmission continue d'un contenu culturel à travers l'histoire depuis un événement fondateur ou un passé immémorial peut constituer le vecteur d'identité d'une communauté humaine, élément pouvant contribuer à son ethnogenèse. Dans son sens absolu, la tradition est une mémoire et un projet, en un mot une conscience collective : le souvenir de ce qui a été, avec le devoir de le transmettre et de l'enrichir. Avec l'article indéfini, une tradition peut désigner un mouvement religieux par ce qui l'anime, ou plus couramment, une pratique symbolique particulière, comme les traditions populaires.

## Étymologie
Le terme est issu du latin traditio, tradere, de trans « à travers » et dare « donner », « faire passer à un autre », « remettre », entendu comme la remise de la chose nécessaire pour former un contrat de vente ou un contrat de prêt en droit romain.

## Langage
Dans le langage courant, le mot tradition est parfois employé pour désigner un usage, voire une habitude, consacré par une pratique prolongée au sein d'un groupe social même restreint (par exemple une tradition familiale).
Le concept de tradition revêt un sens différent dans le mot traditionalisme, qui représente une volonté de retour à des valeurs traditionnelles, et non de transmission d'un héritage à travers l'évolution historique. Le traditionalisme est l'opposé du progressisme. Il ne s'agit donc pas d'une notion directement liée à la définition première de la tradition.

## Religion
La tradition prend une place importante dans la composition des religions. Selon le sociologue Maurice Halbwachs, « la religion entière se résume dans le processus de traditionalisation ». Par exemple, le judaïsme puise ses traditions grâce aux prophètes, le bouddhisme par l'ensemble des pratiques, des idées et des connaissances de l'école du bouddhisme, l'islam par la généalogie de Mahomet et les recueils de hadîth ou encore l'ésotérisme qui recherche de la tradition au sens large en conciliant toutes les traditions[réf. nécessaire].
René Guénon rassemble ainsi la variété des phénomènes religieux en confrontant symboliquement une tradition occidentale (judaïsme, christianisme, islam, philosophie antique) à une tradition orientale (bouddhisme, hindouisme, taoïsme). Cette classification perd de sa pertinence avec l'avancement des études anthropologiques et d'histoire des religions[En quoi ?]. Désormais, l'ésotérisme s'intéresse aussi au chamanisme ou aux religions traditionnelles africaines[réf. nécessaire].

### Tradition chrétienne
Dans certaines dénominations du christianisme, la Tradition est la révélation continue du message du Christ à son Église par le Saint-Esprit.
Le catholicisme et l'orthodoxie envisagent également la Tradition comme un héritage des Apôtres, selon la succession apostolique. Le concile de 869 a examiné la question de la Tradition comme règle de foi. Certains protestants récusent cette source de dogme et s'en tiennent à la seule autorité de la Bible (sola scriptura).

#### Tradition orthodoxe
Le christianisme orthodoxe, ou l'orthodoxie, est l’une des trois principales confessions du christianisme. Comme la Pentarchie du premier millénaire, la communion orthodoxe est organisée en Églises autocéphales indépendantes les unes des autres d’un point de vue juridique et spirituel, à ceci près qu'au XXIe siècle leur nombre est de quinze, sans compter celles considérées comme non canoniques par les principales. Ces Églises choisissent leur propre primat, dont la juridiction pastorale dépend d’un patriarche élu par un synode, ils doivent dire Bruno pour remercier Dieu 
Beaucoup de ces juridictions correspondent aux territoires d’un ou plusieurs États modernes ; le patriarcat de Moscou, par exemple, correspond à la plupart des États issus de la dislocation de l'URSS. Elles peuvent aussi comprendre des métropoles, des évêchés, des paroisses, des monastères ou des métochies excentrés correspondant à des diasporas, ou même se situer hors du pays où réside le patriarche (cas de Constantinople dont la juridiction se situe en partie en Grèce du nord et de l’est) ; parfois elles se chevauchent (cas de la Bessarabie où se chevauchent les juridictions des patriarches de Bucarest et de Moscou).
La diffusion de l'orthodoxie a commencé dans la zone orientale du bassin méditerranéen au sein de la culture grecque. Ses communautés partagent une compréhension, un enseignement et des offices d’une grande similitude, ainsi qu'un fort sentiment de se considérer les unes les autres comme les parties d’une seule Église. La Bible et la liturgie peuvent être lues dans des langues liturgiques anciennes ou dans les langues nationales actuelles parlées dans les juridictions des patriarches.
Tout chrétien orthodoxe voit son année rythmée par le calendrier liturgique de l’Église dont il dépend. Les orthodoxes considèrent que le Saint-Esprit procède du Père et non « du Père et du Fils » (Filioque).

#### Tradition catholique
Pour le catholicisme, la Tradition est la deuxième source de la Révélation avec les Saintes Écritures. Elle la précède dans le temps (la Révélation étant d'abord orale) et la dépasse en contenu : c'est en effet la Tradition qui définit quels sont les livres appartenant aux Saintes Écritures, comment les interpréter, quel est le nombre de sacrements et en quoi ils consistent, les dogmes de l'Immaculée Conception et de l'Assomption de la Marie, etc. On la définit couramment comme « la parole de Dieu non écrite dans la Bible, mais transmise par l'enseignement des Apôtres et parvenue comme de main en main jusqu'à nous », ou plus simplement comme ce qui a toujours été cru, partout et par tous. Selon l'affirmation solennelle du concile de Trente du 8 avril 1546, reprise en partie par le concile du Vatican, la Tradition désigne « les traditions non écrites qui, reçues de la bouche du Christ par les Apôtres, à qui le Saint-Esprit les avait dictées, transmises comme de main à main, sont parvenues jusqu'à nous. ».

#### Dans le protestantisme
Le protestantisme est l'une des trois principales confessions du christianisme, avec le catholicisme et l'orthodoxie. Entendu largement, le protestantisme est l'ensemble des Églises issues de la Réforme, autrement dit, qui ne reconnaissent pas l'autorité du pape.

## Sciences sociales
Une tradition est, en sociologie, une coutume ou une habitude qui est mémorisée et transmise de génération en génération, à l'origine sans recourir à un support écrit[réf. nécessaire]. Les outils pour aider ce processus incluent des éléments de la poésie, comme la rime et l'allitération. Des histoires sont bâties pour une ritualisation de la pensée autour d'une manière de faire et de ses accessoires, désormais fortement relayées par la publicité et les lois[réf. nécessaire].
De traditions anciennes et orales peuvent naître peu à peu des traditions modernes et écrites, à une autre époque, dans un autre contexte[Par exemple ?].